# Gennargentu
Le Gennargentu est un massif montagneux situé dans la zone centre-orientale de la Sardaigne, dont il est le point le plus élevé, dans la province de Nuoro. Il est caractérisé par l'une des plus basses densités d'habitants d'Europe et préserve une grande variété de ressources biologiques.
Géologiquement, il est une des formations rocheuses les plus anciennes du continent européen et est, pour cette raison, une montagne relativement basse. Les sommets principaux sont la Pointe de la Marmora et le Bruncu Spina, les deux de peu supérieurs aux 1800 mètres.
Pour en défendre les beautés, le parc national du Gennargentu a été fondé en 1998. Il y a eu des difficultés dans sa phase d'institutionnalisation, à la suite de résistances locales considérables, fondées principalement sur la crainte d'expropriation de leur territoire.

## Toponymie
L'étymologie du nom Gennargentu n'est pas attestée : en sarde, il pourrait signifier « porte de l'argent » (jenna de argentu), « porte des vents » (jenna de bentu) ou « porte de l'absinthe »[réf. souhaitée].

## Géographie

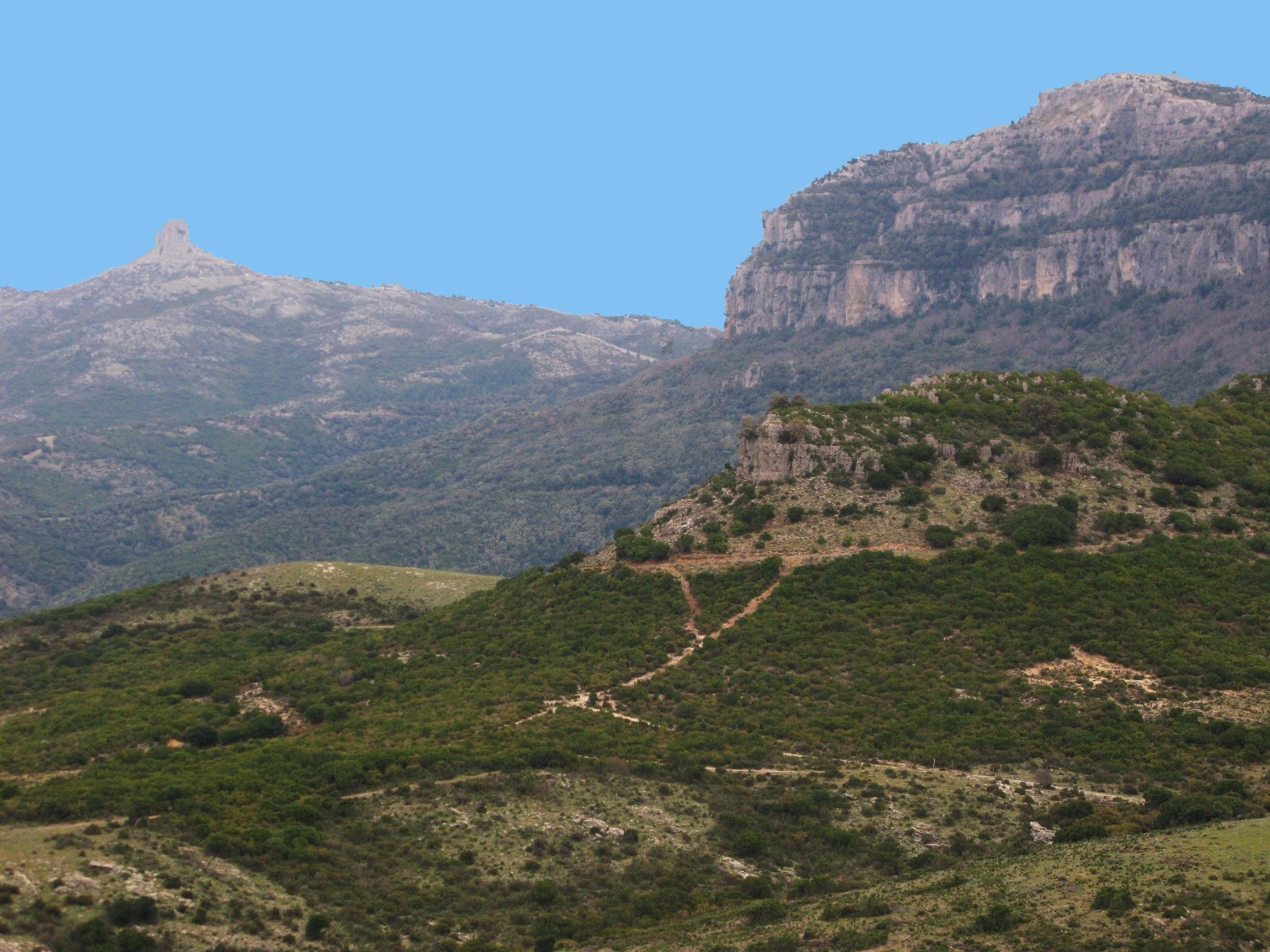
Photographie de la Perda’e Liana.

La forêt est très présente mais la sécheresse y favorise des incendies. Forestas, l’agence de gestion des forêts sardes, a érigé 159 sentinelles ou tours de guet, sur les hauteurs à travers les maquis, pour surveiller les départs de feu de forêt. La Perda'e Liana, rocher rappelant le décor d’un western mais aussi repère et symbole pour les Sardes, se voit de loin et culmine à plus de 1 250 m d’altitude, à proximité du village abandonné de Gairo Vecchio, du village viticole de Jerzu et de la mer Tyrrhénienne. Elle a été déclarée monument naturel en 1993.

## Population
Le massif est considéré comme « une île dans l'île », tout comme la région de l'Ogliastra où le massif se situe en partie. Les habitants de la montagne sarde vivent d’élevage et de viticulture, empreints de coutumes et de croyances.

## Histoire

### AuXIXesiècle
Vers la fin du XIXe siècle, époque des mines et de l’exploitation du bois pour la construction du chemin de fer italien alors très dense, plusieurs lignes desservaient des villages comme celui de Gairo Taquisara.

### AuXXesiècle
Dans les années 1960, le centre de la Sardaigne, en particulier le Gennargentu, s’est petit à petit dépeuplé, en raison de l'exode vers la côte ou sur le continent.

## Tourisme

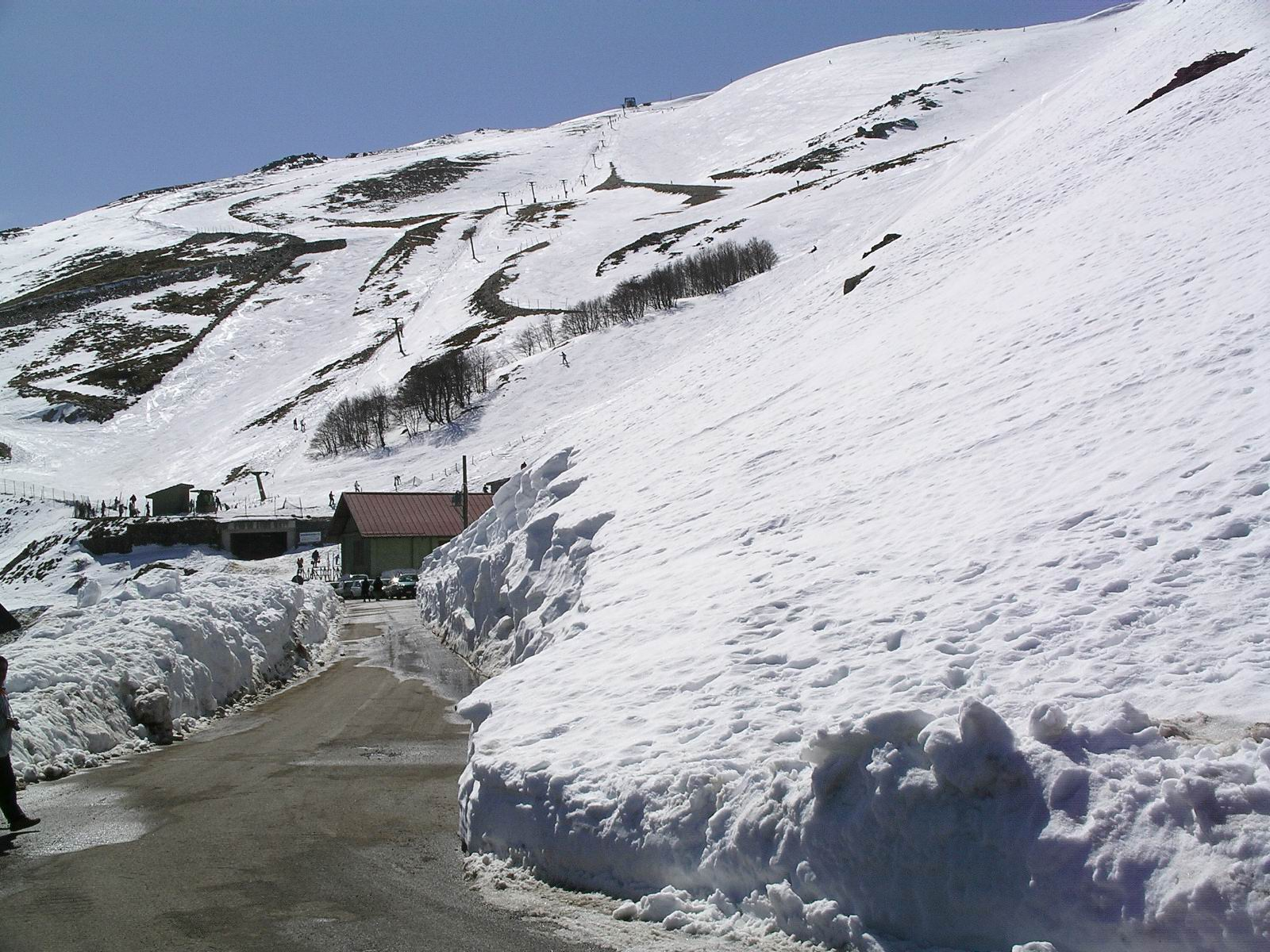
Pistes de ski du mont Gennargentu, à la fin de l'hiver

Les sentiers sont nombreux, répondant à tous les niveaux. Le Sentiero Italia, long de 7 000 kilomètres, à travers toute la péninsule italienne, passe par la Sardaigne, où son tracé a été revu par le Club alpin italien sur 600 kilomètres du nord au sud avec une trentaine d’étapes.